# Johanna Bormann
Johanna Bormann (Birkenfelde, 10 september 1893 - Hamelen, 13 december 1945) was tijdens de Tweede Wereldoorlog een Duitse bewaker in verschillende concentratiekampen en lid van het SS-gevolg. Ze werd voor haar wandaden ter dood veroordeeld en opgehangen.

## Levensloop
Bormann getuigde in 1945 voor de rechtbank dat ze zich om financiële redenen had aangesloten bij het SS-gevolg (vrouwelijke hulpkrachten).
Haar eerste baan als bewaker kreeg ze in 1938 in het concentratiekamp Lichtenburg in de provincie Saksen, een van de eerste concentratiekampen in Duitsland, waar ze samen met 49 andere vrouwelijke bewakers werd ingezet onder hoofdbewaker Jane Bernigau en aanvankelijk in de keuken werkte. 
In mei 1939, toen het vrouwenconcentratiekamp Lichtenburg werd opgeheven, werd ze overgeplaatst naar het nieuw opgerichte concentratiekamp Ravensbrück om toezicht te houden op groepen dwangarbeiders, waar ze onder andere verantwoordelijk was voor keuken- en velddetachementen. 
Op zijn laatst in mei 1943 werd Bormann overgeplaatst naar het concentratiekamp Auschwitz -Birkenau, waar ze aanvankelijk werd ingezet als Aufseherin (opzichter). 
Irma Grese, Margot Drechsel, en Maria Mandl behoorden tot haar superieuren. 
Bormann werd verder ingezet bij de boerderijen Babitz, Budy, en Rajsko, allen onderdeel van de landbouwbedrijven van het concentratiekamp Auschwitz. 
Daar hield ze toezicht op vrouwelijke gevangenendetachementen bij landbouwactiviteiten. 
Ze sloeg gevangenen en liet haar hond op hen los.
Ze werd gevreesd door de gevangenen vanwege haar wreedheid, daarom werd ze meestal "de wezel" of "de vrouw met de honden" genoemd.
In augustus 1944 werd ze overgeplaatst naar het subkamp Hindenburg O.S. (het huidige Zabrze) in Silezië, waar ze toezicht hield op vrouwelijke gevangenen die werden ingezet bij wapenproductie.
Tijdens de evacuatie van het concentratiekamp Auschwitz in januari 1945 begeleidde Bormann een gevangenentransport via het concentratiekamp Groß-Rosen naar het concentratiekamp Bergen-Belsen, waar ze midden februari 1945 aankwam.
In het concentratiekamp Bergen-Belsen werkte ze - net als eerder in Auschwitz-Birkenau - onder Josef Kramer, Irma Grese en Elisabeth Volkenrath. 
Ze was verantwoordelijk voor de varkensstal en hield toezicht op het arbeidsdetachement dat daar werkte. 

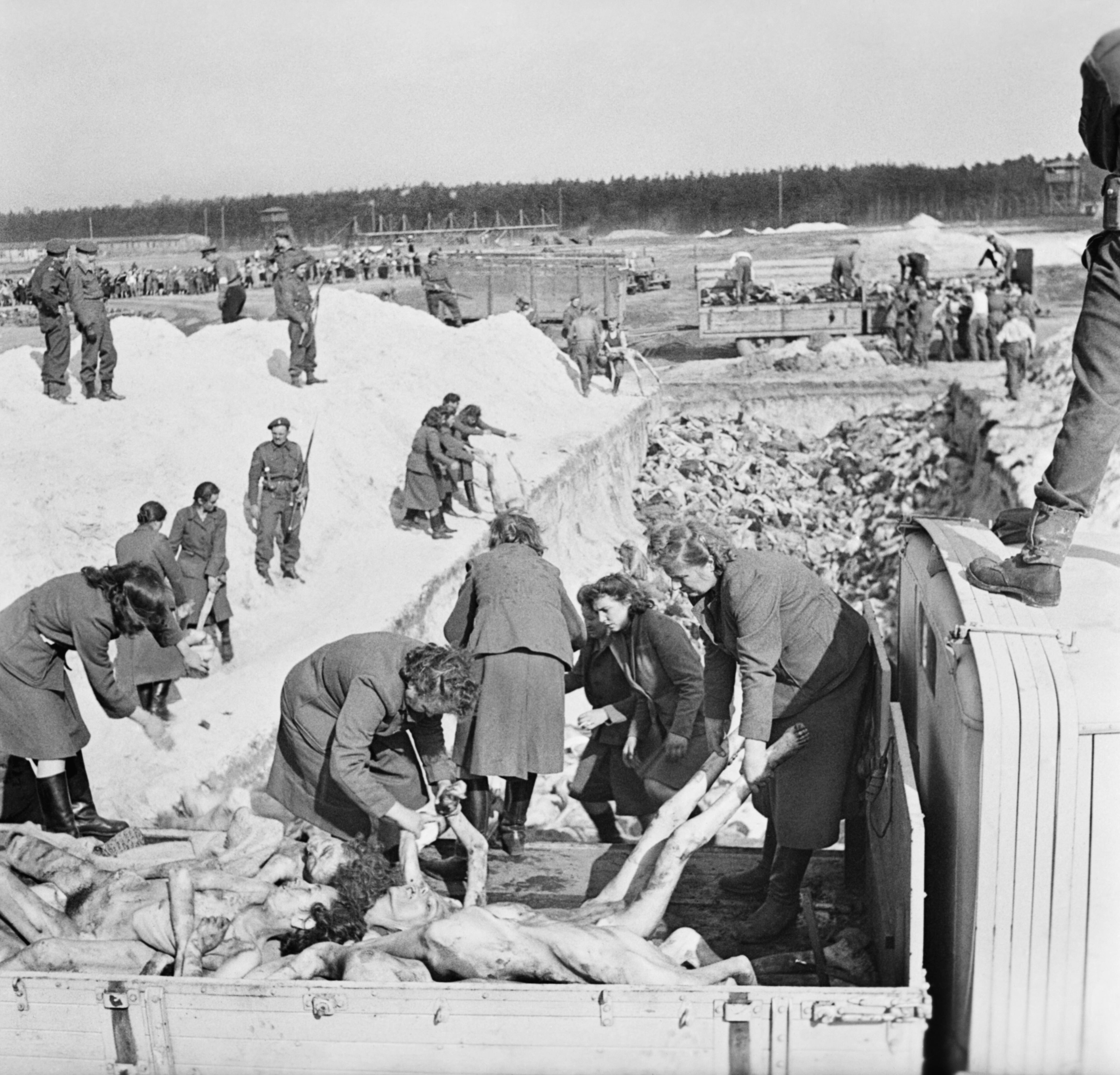
Vrouwelijke SS-kampbewakers van concentratiekamp Bergen-Belsen halen lichamen uit een vrachtwagen en dragen ze naar een massagraf.

Op 15 april 1945 werd het concentratiekamp Bergen-Belsen bevrijd door Britse troepen, die meer dan 10.000 doden en ongeveer 60.000 overlevenden aantroffen. 
Het SS-kamppersoneel kreeg het bevel om alle lichamen af te voeren en te begraven in massagraven.
Bormann werd vervolgens gearresteerd, naar de gevangenis van Celle gebracht en ondervraagd door Brits militair personeel. 
In het Bergen-Belsenproces (17 september tot 17 november 1945), dat gebaseerd was op getuigenverklaringen, werd ze beschuldigd van misdaden gepleegd in Auschwitz en Bergen-Belsen. 
Ze verklaarde dat ze gevangenen niet had geslagen met voorwerpen; ze had alleen gezien dat gummiknuppels werden gebruikt door Britse soldaten. 
Vijf voormalige gevangenen en een medegedaagde beschuldigden haar ervan dat ze vaak haar hond op hulpeloze gevangenen had losgelaten om ze te verwonden of te doden. Een citaat uit de getuigenverklaring van Dora Silberberg:

Bormann sloeg me in het gezicht met haar vuist, sloeg twee van mijn tanden eruit en zei dat ik terug moest gaan naar mijn werk. Toen ik wegliep sloeg ze me over mijn hele lichaam met een dikke stok die ze bij zich had. Toen beval ze een grote hond, die haar altijd vergezelde, om Silberstein aan te vallen, die op de grond zat. De hond greep haar been met zijn tanden en sleepte haar rond en rond totdat ze uiteindelijk in elkaar zakte. 

De internationale pers noemde haar in hun verslagen graag "de vrouw met de hond". 
Ze beweerde dat kampcommandant Friedrich Hartjenstein met haar hond was gaan jagen, maar dat de gevangenen onder haar bevel met het dier hadden gespeeld.
Bormann, die "onschuldig" had gepleit aan het begin van het proces, werd op 17 november 1945 schuldig bevonden en  veroordeeld tot dood door ophanging.
De Britse beul Albert Pierrepoint voltrok het vonnis op 13 december 1945 in de gevangenis van Hamelen; het tijdstip van overlijden was 10u38. Op dezelfde dag werden, onder anderen, ook Irma Grese en Elisabeth Volkenrath geëxecuteerd. Haar beul, Albert Pierrepoint, schreef later:

Ze hinkte door de gang en zag er oud en afgemat uit. Ze was 42 jaar oud en ze was maar net iets langer dan een meter vijftig. Ze beefde toen ze op de weegschaal gezet werd. In het Duits zei ze: 'Ik heb mijn gevoelens'.